# Jing (software)
Jing es un programa de screencast que se publicó en 2007 como Jing Project por TechSmith Corporation. El software toma una foto o video de la pantalla del usuario y permite subirla  a la web, un FTP, grabarla en el ordenador o en el portapapeles. Si se sube a la web, el programa crea de forma automática una dirección a la imagen que puede ser compartida con otros. Jing es compatible con Macintosh y Microsoft Windows. Los usuarios deben dar de alta una cuenta antes de poder usar el software.
Su formato simple y la posibilidad de subir screencast de forma rápida han hecho que Jing sea útil en las referencias virtuales para bibliotecas.

## Historia
El 6 de enero de 2009 TechSmith publicó Jing Pro, una versión Premium de pago de Jing.
En febrero de 2012 Techsmith anunció el fin de Jing Pro. Todos los usuarios (independientemente de su suscripción) podrían usar este servicio hasta febrero de 2013.

## Disponibilidad
Sistema operativo       Windows XP o posterior, Mac OS X 10.5.8 o posterior
Requisitos               = Intel x86 - 32-bit; .NET Framework 3.5 con Service Pack 1 (Windows version); QuickTime 7.5.5 (versión Mac OS X)
Tamaño                   = 6.5 MB (aproximadamente)
Lenguaje              Inglés
Estado                 Activo

## Licencia
Jing: freeware, Jing Pro: shareware. Requiere registro